# Claude Vezu
Claude Vezu, (également écrit Claude Vézu), dit Jean-Bartné le 19 décembre 1749 à Virieu-le-Grand (Ain), mort après le 29 octobre 1827 à Soissons (Aisne), est un général français de la Révolution et de l’Empire.

## Biographie
Il entre en service le 28 mai 1768 comme soldat au régiment d'Aunis, il devient sergent le 28 mars 1773, fourrier des grenadiers le 28 juin 1776, et il est congédié le 9 septembre 1780. 
Le 18 mai 1781 il s'engage dans la marine, et il passe sergent le 15 juin 1781. Il sert en mer de 1781 à 1784, puis il est nommé fourrier des grenadiers le 1er septembre 1785, maitre canonnier le 11 décembre 1787, et il est mis en congé le 9 octobre 1790.
Le 18 juillet 1791 il rejoint le 3e bataillon de Paris en tant que sous-lieutenant, et il reçoit son brevet de lieutenant quartier-maitre le 27 octobre suivant, puis celui de chef de bataillon le 20 février 1793. En avril 1793, lors de la trahison de Dumouriez, il se rend tout de suite à Valenciennes, en rendre compte aux représentants du peuple. Il est chargé alors  de commander dans la forêt de Mormal, en qualité de chef de brigade un corps de 3 000 hommes.
Le 21 septembre 1793 devenu général de brigade, il commande à Maubeuge pendant le blocus et y est blessé dans l'une des trois sorties qu'il effectue. Il est élevé au grade de général de division le 16 novembre 1793, et il est successivement employé aux armées du Nord, des Ardennes, des Côtes de Cherbourg et de l'Intérieur.
Il est réformé à la suite de la suppression de l'armée de l'Intérieur le 22 septembre 1796, et il est admis à la retraite le 28 décembre 1809. Il est fait chevalier de Saint-Louis le 27 novembre 1814.

## Élection
Procès verbal d'élection de lieutenant-colonel en second
L'an deuxième (1793) de la République Française, le vingtième jour du mois de février, les soixante électeurs nommés dans chaque compagnie assemblée légalement de l'ordre du commandant pour, après la démission du citoyen Pierre François Marie Laval, colonel commandant, procéder à la nomination d'un colonel en second, le scrutin ayant été ouvert sans aucune réclamation. Le citoyen Vezu a réuni 30 voix, le citoyen Longagne en a réuni 22, le citoyen Deville 3, le citoyen Vaudreland 1, le citoyen Aguimac 1, le citoyen Angar 1, ce qui fait un total de 58 votants, 2 électeurs étant absents. Le scrutin dépouillé s'est trouvé en faveur du citoyen Vezu.

## Déclaration 2271 du 25 ventôse an II
« Déclaration de Claude Vezu, dit Jean-Bart, âgé de 43 ans, général de division commandant ci-devant la division de Maubeuge, demeurant à Paris, rue des Marmousets en la Cité, reçu par Gabriel Deliège, juge au Tribunal révolutionnaire, portant que Charles-Philippe Ronsin est arrivé en Belgique à l'armée de Dumouriez, en remplacement de Malar, en qualité de commissaire ordonnateur, alors que lui commandait le 3e bataillon de Paris, qu'il réclama ainsi que plusieurs chefs de corps, audit Ronsin des effets d'habillement et des chaussures pour les soldats sans pouvoir en obtenir que très peu, au point que les soldats s'en retournèrent dans leurs familles et que le corps de 30 000 hommes chargé de garder les bords de la Roer, fut réduit à 10 ou 12 000 hommes, ce dont l'ennemi profita pour passer cette rivière et écraser les troupes françaises, attendu que du bataillon du déclarant il n'échappa que 5 ou 6 hommes, mais en évacuant Liège ou Bruxelles, leur surprise fut grande d'apprendre que les magasins étaient remplis d'habillement, notamment à Liège, où il y avait une église pleine de souliers avec 80 000 aunes de draps sous la surveillance de Ronsin, commissaire ordonnateur et de Lambert, commissaire subordonné à Ronsin, et dont l'ennemi s'empara, ce qui n'a pas peu contribué au désastre des troupes françaises en Belgique et fait présumer que Ronsin et Lambert étaient en intelligence avec l'infâme Dumouriez et les scélérats qui ont trahi la patrie ».

## Déclaration 2321 du 20 pluviose an II
« Déclaration du général Vezu, au sujet de Vincent et de Ronsin, dont on fait grand bruit, et qui créent une lutte continuelle entre deux partis, donnant les renseignements à sa connaissance sur leur conduite; disant au sujet de Vincent qu'il ne le connaît pas particulièrement, mais que le Département de la Guerre fonctionne on ne peut plus mal, et qu'il faut l'attribuer aux chefs de l'entourage du ministre, qui est honnête homme et bon patriote.
En ce qui concerne Ronsin, tantôt commissaire des guerres et successivement général, mais sûrement intrigant et ambitieux, il remplaça Malar en qualité de commissaire en chef en Belgique, et eut pour second Lambert. Ces deux individus, dépositaires de tous les effets renfermés dans les magasins de la République, aimèrent mieux les laisser prendre aux ennemis que de les donner aux soldats de la patrie, qui passèrent l'hiver le plus dur, au bivouac et dans les bois, sans habillements et sans souliers, ce qui causa de grandes maladies et une désertion considérable, qui réduisit l'armée chargée de garder la Roer de 30 000 hommes à 10 000, source de tous les malheurs survenus en Belgique, et lorsqu'il fallut battre en retraite, on apprit avec indignation que les magasins de Bruxelles et de Liège étaient remplis d'effets et de draps. Notamment qu'à Liège il y avait une église pleine de souliers et de bottés, avec 80 000 aunes de draps, quantité de capotes et autres habillements.
Malgré tout cela, ces deux hommes ont conservé leurs places et trouvent tant de défenseurs et de protecteurs. Les mêmes faits à la charge du commissaire Drolenvaux sont cités par le général Vezu, qui fut révolté de voir que les magasins regorgeaient de vêlements, tandis que les malheureux soldats mouraient de froid dans les champs. Le général s'en plaignit au représentant Prieur de la Côte-d'Or, qui lui reprocha de ne pas avoir fait arrêter ce commissaire, auquel Prieur le général Vezu répondit qu'il le croyait protégé de Bouchotte et qu'on aurait pu croire à une animosité personnelle de sa part ».